# سوسکچه‌های نخستین ایزاسانثودس
سوسکچه‌های نخستین ایزاسانثودس(نام علمی: Isacanthodes) نام یک سرده از زیرخانواده سوسکچه‌های نخستین بلینا است.